# Blikstorp
Blikstorp is een plaats in de gemeente Hjo in het landschap Västergötland en de provincie Västra Götalands län in Zweden. De plaats heeft 206 inwoners (2005) en een oppervlakte van 45 hectare.